# Эндрю (ураган)
Ураган Эндрю (англ. Hurricane Andrew) — мощный атлантический тропический циклон 5 категории, третий по силе ураган, когда-либо обрушивающийся на континентальную часть США. Этот ураган был единственным значительным ураганом сезона 1992 года в Атлантическом океане. В августе он прошёл через северо-западные Багамские острова, южную Флориду и юго-западную Луизиану. Этот ураган вызвал значительные разрушения, убытки составили около 27,3 млрд долларов США по ценам 1992 года. До урагана Катрина 2005 года, ураган Эндрю являлся самым разрушительным ураганом в США за всю историю наблюдений; в 2024 году он опустился на 11 место по данному показателю.